# Laura Sippola
Laura-Liina Sippola (Lapua, 14 settembre 1974) è una cantautrice e pianista finlandese.

## Biografia
Laura Sippola  è una musicista con sede a Helsinki, Finlandia. Si è laureata presso l'Accademia Sibelius. Oltre a lavorare come musicista freelance, compositrice e paroliere, insegna il pianoforte. Sippola lavora per il diploma di dottorato (Ph.D.) in musica. Sippola è dotata di un orecchio assoluto.

## Discografia

### Album da solista
- 2004 - Sahara (debutto)
- 2009 - Toinen (Texicalli Records)
- 2010 - Stadion (Texicalli Records)
- 2011 - Trenkipoika (Texicalli Records)

### Singoli
- 2008 - Mieli (EP)
- 2009 - Mä tiedän
- 2009 - Rakkautta vain (single-edit)
- 2010 - Kesäyö
- 2011 - Kaunis mieli (single-edit)

### Altra discografia
- Nova / Rajaton (2000 MusicMakers), come compositrice
- Boundless / Rajaton (2001 Plastinka Records), come compositrice
- Sika ja taivaalliset tarinat / Levanto&Levanto (2002 Texicalli), come cantante
- Myytävänä elämä / Laura Malmivaara (2005 Elements Music), come compositrice e paroliere
- Revolution Rock – Joe Strummer Memorial Night (2006 LampLite), come cantante
- Uni / Club For Five (2006 Universal Music), come compositrice e paroliere
- Marmoritaivas / Johanna Kurkela (2007 Warner), come compositrice, paroliere e arrangiamento
- Nuori mies / 500 kg lihaa (2007 Plastic Passion), come pianista
- Ensimmäinen suudelma / Jonna Järnefelt (2007 Texicalli), come compositrice
- Ipanapa II (2008 EMI), come cantante, pianista, compositrice, paroliere e arrangiamento
- Syvissä vesissä (2009 Suomen Musiikki & Sony Music), come cantante e pianista
- Lämmin / Riku Keskinen (2009 Wok Music), come cantante

## Lavori
Sippola a ospitato il club popolare Laulutupa a Helsinki nel periodo 2006-2007 con il suo gruppo &Tuki, dove si suonano la parte superiore musicisti jazz finlandese. Lei ha organizzato anche delle serie di concerti per cantautori nella sala da concerto del museo d'arte Ateneum. Nel 2005 Sippola ha vinto il primo prezzo in concorrenza Saimaan Sävel componendo il brano Kaunis Mieli. La canzone è stata registrata da Johanna Kurkela e Sippola se stessa.

## Band
- Peter Engberg - chitarra-mandolino (2000–)
- Tuure Koski - bassista (2002–)
- Kepa Kettunen - batteria (2006–)
- Joonatan Rautio - sassofono (2003–) (occasionale)
- Rami Eskelinen - (batterista del gruppo fino al 2006)